# Кузьниця (гміна Нова Бжезниця)
Кузьниця (пол. Kuźnica) — село в Польщі, у гміні Нова Бжезниця Паєнчанського повіту Лодзинського воєводства.
Населення — 181 особа (2011).
У 1975-1998 роках село належало до Ченстоховського воєводства.

## Демографія
Демографічна структура станом на 31 березня 2011 року:
|          | Загалом | Допрацездатний вік | Працездатний вік | Постпрацездатний вік |
| -------- | ------- | ------------------ | ---------------- | -------------------- |
| Чоловіки | 107     | 26                 | 69               | 12                   |
| Жінки    | 74      | 8                  | 43               | 23                   |
| Разом    | 181     | 34                 | 112              | 35                   |